# Пилон
Пило́н (от греч. πυλών «ворота, вход»):

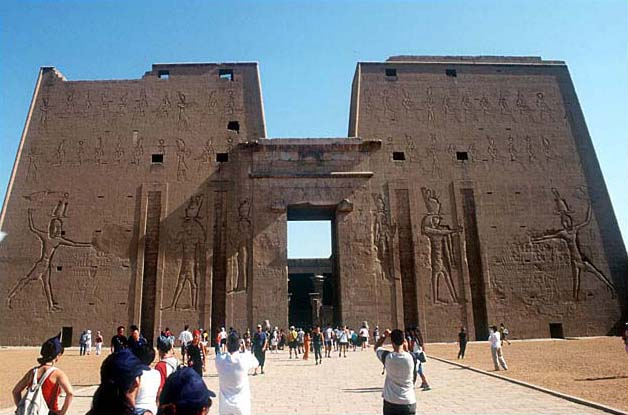
Пилон храма Хора в Эдфу

- Башнеобразное сооружение в форме усечённой пирамиды (в плане — прямоугольник). Пилоны сооружались по обеим сторонам узкого входа в древнеегипетский храм (известны с эпохи Среднего царства, около 2050 — около 1700 до н. э.).
- Столбы большого сечения, служащие опорой плоских или сводчатых перекрытий в некоторых типах сооружений (например, в подземных станциях метрополитена) либо поддерживающие основные (несущие) тросы в висячих мостах.

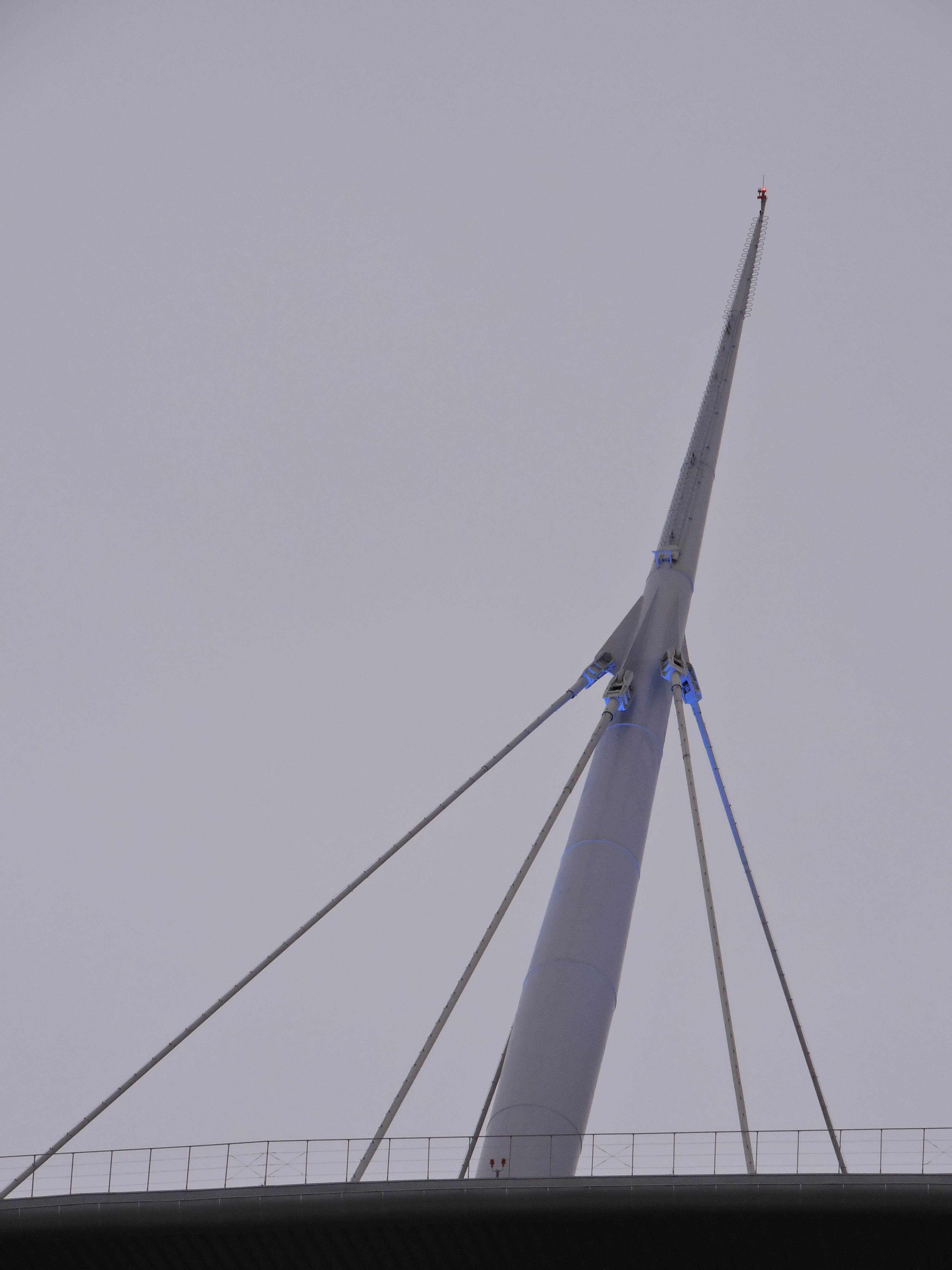
Один из 8 пилонов стадиона «Газпром Арена», служащих для удержания крыши

- Массивные невысокие столбы, стоящие по сторонам въезда, входа на территорию дворцов, парков и прочего (наиболее распространены в архитектуре классицизма).
- Пилон в современном строительстве — прямоугольная в плане железобетонная колонна с вытянутым поперечным сечением, с соотношением сторон b/a < 4 или hэт/b > 4[1]. Также к пилонам относят вертикальные (или наклонные) несущие элементы с соотношением сторон 2,5 ≤ b/a ≤ 4, где b — наибольший размер поперечного сечения, а — наименьший[2].

Ряд одинаковых пилонов называется пилона́да.

## См. также

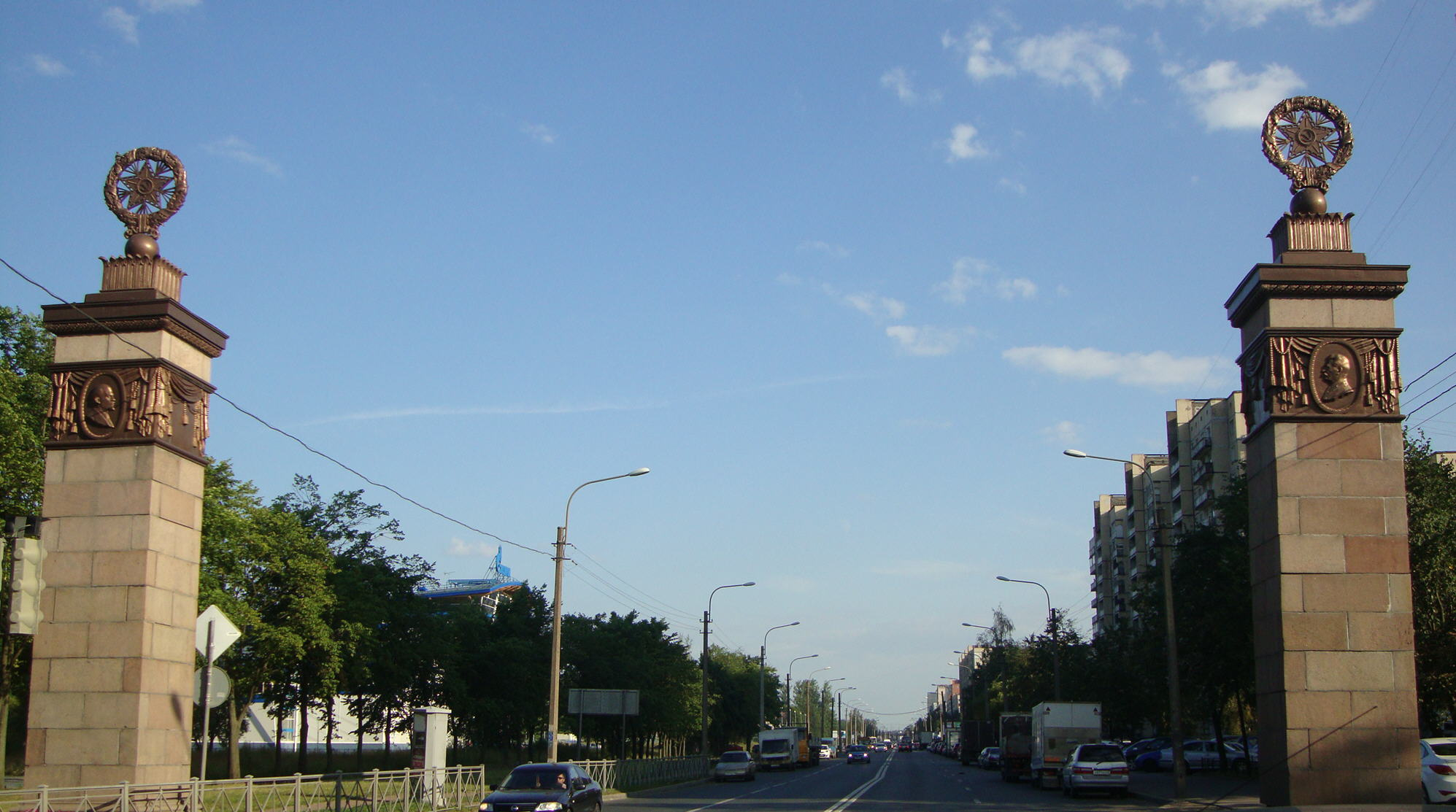
Триумфальные пилоны, Санкт-Петербург